# Geher-Länderkampf der Männer 1971 Frankreich – BR Deutschland – Schweiz
| 6. Leichtathletik-Länderkampf mit bundesdeutscher Beteiligung 1971 | 6. Leichtathletik-Länderkampf mit bundesdeutscher Beteiligung 1971 |
| ------------------------------------------------------------------ | ------------------------------------------------------------------ |
|                                                                    |                                                                    |
| Gehervergleich der Männer: Frankreich – BR Deutschland – Schweiz   |                                                                    |
| Austragungsort                                                     | Vittel                                                             |
| Wettbewerbe                                                        | 2                                                                  |
| Datum                                                              | 19./20. Juni                                                       |
| 1. FRG 2. FRA 3. SUI                                               | 47 Punkte 31 Punkte 14 Punkte                                      |
| Chronik                                                            |                                                                    |
| ← FRG A - FRG B – NLD 005kampf (F)                                 | FRG-BEL (M) →                                                      |

Im sechsten Vergleich des Länderkampfjahres 1971 trafen die bundesdeutschen Geher bereits zum fünften Mal auf Frankreich und die Schweiz. Die vier vorangegangenen Begegnungen hatte die Bundesrepublik Deutschland gewonnen. Der diesjährige Vergleich wurde am 19./20. Juni in der französischen Stadt Vittel ausgetragen.

## Wettbewerb und Modus
Auf dem Programm standen wie gewohnt zwei Wettbewerbe, die Straßengehen über 20 und 50 Kilometer. Nach den üblichen Regeln kamen von vier Startern je Land in den beiden Wettbewerben die jeweils besten drei in die Wertung. Der erste Rang brachte zehn Punkte, der zweite acht, der dritte sieben, der vierte sechs usw.

## Ergebnis
Im Wettbewerb über zwanzig Kilometer belegten die bundesdeutschen Geher die ersten beiden Plätze, über fünfzig Kilometer waren sie in der Einzelwertung sogar zu dritt vorn. Für das Gesamtresultat kamen 47 Punkte für das Team der Bundesrepublik Deutschland zusammen, was zu einem erneuten Sieg für die Mannschaft führte. Frankreichs Sportler erreichten mit 31 Punkten Rang zwei vor der Schweiz mit vierzehn Punkten.

## Legende
Kurze Übersicht zur Bedeutung der Symbolik – so üblicherweise auch in sonstigen Veröffentlichungen verwendet:
| DNF | nicht im Ziel (did not finish) |

## Resultate

### 20-km-Straßengehen
| Platz | Athlet              | Land | Zeit (h)  |
| ----- | ------------------- | ---- | --------- |
| 01    | Bernd Kannenberg    | FRG  | 1:34:07,6 |
| 02    | Herbert Meier       | FRG  | 1:34:40,0 |
| 03    | François Dreano     | FRA  | 1:35:03,4 |
| 04    | Jean-Claude Decosse | FRA  | 1:35:17,2 |
| 05    | René Pfister        | SUI  | 1:35:58,0 |
| 06    | Gerhard Weidner     | FRG  | 1:36:36,8 |
| 07    | Rainer Tryankowski  | FRG  | 1:40:03,0 |
| 08    | Didier Bonnans      | FRA  | 1:41:03,8 |
| 09    | Hans Döbeli         | SUI  | 1:42:05,0 |
| 10    | Jean-Pierre Garnung | FRA  | 1:44:32,4 |
| 11    | Dominique Ansermat  | SUI  | 1:45:33,4 |
| 12    | Florian Monney      | SUI  | 1:45:37,0 |

Datum: 19. Juni

### 50-km-Straßengehen
| Platz | Athlet               | Land | Zeit (h)          |
| ----- | -------------------- | ---- | ----------------- |
| 01    | Bernhard Nermerich   | FRG  | 4:23:17,0         |
| 02    | Horst-Rüdiger Magnor | FRG  | 4:23:58,0         |
| 03    | Alwin Reng           | FRG  | 4:31:48,2         |
| 04    | Nesty Fischer        | FRA  | 4:32:27,4         |
| 05    | Guy Bailly           | FRA  | 4:33:32,6         |
| 06    | Günther Kowald       | FRG  | 4:36:54,2         |
| 07    | Roger Quemener       | FRA  | 4:39:18,0         |
| 08    | Manfred Aeberhard    | SUI  | 4:41:11,4         |
| 09    | Maurice Guyot        | FRA  | 4:51:01,4         |
| 10    | Michel Vallotton     | SUI  | 4:54:11,0         |
| 11    | Max Grob             | SUI  | 4:58:39,4         |
| DNF   | Alfred Badel         | SUI  | Aufgabe bei 33 km |

Datum: 20. Juni